# Morophaga iriomotensis
Morophaga iriomotensis är en fjärilsart som beskrevs av Robinson 1986. Morophaga iriomotensis ingår i släktet Morophaga och familjen äkta malar. Inga underarter finns listade i Catalogue of Life.